# Guanilato dissódico
Guanilato dissódico (E627), também conhecido como 5'-Guanilato de sódio and 5'-Guanilato dissódico, é o sal dissódico do intensificador de sabor monofosfato de guanosina (GMP). Guanilato dissódico é um aditivo alimentar e é normalmente usado em sinergia com o ácido glutâmico (glutamato monossódico, MSG).
Como é um aditivo razoavelmente caro, não é usado independentemente do ácido glutâmico; se guanilato dissódico está presente numa linta de ingredientes mas o MSG não aparecer, é provável que o ácido glutâmico é fornecido como a parte de um outro ingrediente tal como um complexo de de proteína de soja processada. Ele é frequentemente adicionado a alimentos em conjunto com inosinato dissódico; a combinção é conhecida como 5'-ribonucleotídeos dissódicos.
Guanilato dissódico é produzido do peixe seco ou determinadas algas e é frequentemente adicionado a macarrão instantâneo, batatas fritas e outros aperitivos salgados, arroz industrializado com sabor, vegetais enlatados, carnes secas e caldos de carne, sopa enlatada ou desidratada.